# Cryptocarya leptospermoides
Cryptocarya leptospermoides är en lagerväxtart som beskrevs av André Joseph Guillaume Henri Kostermans. Cryptocarya leptospermoides ingår i släktet Cryptocarya och familjen lagerväxter. Inga underarter finns listade i Catalogue of Life.